# Giuseppe Cappelletti
Giuseppe Cappelletti (* Dezember 1802 in Venedig; † 2. Februar 1876 in Venedig) war ein italienischer Priester und Historiker.

## Leben
Giuseppe Cappelletti wurde in bescheidene Verhältnisse hineingeboren und schon in jungen Jahren auf das kirchliche Leben vorbereitet. Schon sehr früh widmete er sich den historischen Studien, wurde allerdings nicht ausreichend in den historiographischen und philologischen Fächern ausgebildet, so dass in seinen Werken Unzulänglichkeiten erkennbar sind. Gleichwohl werden viele seiner Bücher wegen der zahlreichen darin im Volltext zitierten oder in Zusammenfassungen wiedergegebenen Quellen bis heute zu Rate gezogen. Er war ein sehr produktiver Autor: 1875 hatte er über fünfzig monographische Werke veröffentlicht.
Sein erstes Interesse galt der Kultur Armeniens, auch dank der Hilfe der Mechitaristen von San Lazzaro degli Armeni, die ihm ihre reiche Bibliothek und ihre Druckwerke zur Verfügung stellten. So konnte Cappelletti einige Texte der armenischen Geschichte ins Lateinische übersetzen, wie z. B. die Werke des heiligen Nerses von Kla in zwei Bänden (1833), und die Werke der beiden armenischen Historiker aus dem 5. Jahrhundert Eliseo (1840) und Moses von Choren in fünf Bänden (1841). Er schrieb später seine eigenen Geschichtswerke über die Kirche in Armenien (L'Armenia, in 3 Bänden, Florenz 1841; Storia ecclesiastica armena, Florenz 1842), die auch aufgrund der Neuheit des Themas auf Interesse stießen.
Cappelletti verfasste zahlreiche Werke zur Geschichte Venedigs, darunter eine Storia della Repubblica di Venezia in 13 Bänden (Venedig, 1850–1855). Sie galt als die beste Geschichte Venedigs bis zum Erscheinen der Storia documentata di Venezia von Samuele Romanin. Im Jahr 1872 veröffentlichte er Breve corso di storia di Venezia condotta sino ai nostri giorni a facile istruzione popolare (Kurzer Verlauf der Geschichte Venedigs bis zur Gegenwart für einfache Volksbildung), eine Zusammenfassung und Korrektur der 13 Bände. 1873 schrieb er erneut eine kurze Storia delle magistrature venete und einen Band mit dem Titel I gesuiti e la Repubblica di Venezia. Documenti diplomatici, das jedoch auf den Index gesetzt wurde und ihm eine Auseinandersetzung mit Rinaldo Fulin einbrachte, der ihn beschuldigte, bereits veröffentlichte Dokumente als unveröffentlichte ausgegeben zu haben.
Auch seine Storia di Padova von der Entstehung bis heute (1874–1875) wurde der Ungenauigkeit bezichtigt, ebenso wie sein Hauptwerk Chiese d'Italia dalla loro origine ai nostri giorni (1844–1870). Als bestes Werk aus der Feder Cappellettis gilt die Storia della Chiesa di Venezia (1849–1855). Seine Schriften brachten ihn mitunter in Konflikt mit der katholischen Kirche, die mehrere seiner Werke auf den Index setzte, so 1874 seinen Kurzen Verlauf der Geschichte Venedigs und 1873 Die Jesuiten und die Republik Venedig.
Cappelletti stieß auch aufgrund seiner politischen Tätigkeit auf vielfache Kritik. Es setzte sich für die Vereinigung Italiens unter dem Haus Savoyen ein. Während der Repubblica di San Marco (1848–1849) gründete er in den Monaten der Revolution zwei Zeitungen und druckte ab dem 1. August 1848 zusammen mit Ruggiero Bandarin die Rivista dei giornali veneziani, die im Oktober in La Formica umbenannt wurde. Wegen seines Patriotismus wurde er vom Patriarchen von Venedig Giacomo Monico angegriffen, der sich jedoch mit ihm versöhnte, als er auf der Insel der Armenier Zuflucht nehmen musste, um der Gewalt der Patrioten zu entgehen, denn der Patriarch hatte am 3. August 1849 eine Petition an die Versammlung unterzeichnet, in der er die Kapitulation Venedigs vor den Österreichern forderte.
Seine letzten Lebensjahre waren von Armut und Not überschattet. Er war von der Öffentlichkeit vergessen und blieb ohne Einnahmen. So lebte er von der Unterstützung, die ihm die Congregazione di Carità gewährte. Die bedrückenden Lebensbedingungen bestimmten seine Weltsicht. Von einer stark pessimistischen Perspektive ist vor allem das 1860 erschienene Büchlein Sulla fine del mondo. Studi biblici geprägt, in dem er die zeitgenössische Kultur als eine Beute des Unglaubens und der Irreligiosität beschreibt, die von „Gleichgültigkeit“ und „unverschämten Libertinismus“ beherrscht und von einer fast universellen „Abkühlung“ der Nächstenliebe betroffen sei.

## Schriften
- Sancti Nersetis Clajensis armeniorum catholici opera nunc primum ex armenio in latinum conversa notisque illustrata, Typis PP. Mechitaristarum in Insula S. Lazari, 2 Bde., Venedig 1833.
- Panegirico in lode di Santo Bartolomeo apostolo ... dedicato ai nobilissimi coniugi signor conte Carlo Della Somaglia e signora contessa Barbara nata marchese Vaini, Rusconi, Mailand 1839.
- (Elise), Eliseo storico armeno del quinto secolo. Storia intorno a Vartano e alle guerre degli armeni scritta ad inchiesta di Davide prete mamiconese. Versione del prete Giuseppe Cappelletti, Tipografia di Alvisopoli, Venedig 1840
- (Movsês Xorenac'i), Mosè Corenese storico armeno del V secolo. Storia. Versione di Giuseppe Cappelletti, Giuseppe Antonelli, Venedig 1841
- L'Armenia, opera di Giuseppe Cappelletti, Stamperia e fonderia Fabris, Florenz 1841 (on-line)
- Storia ecclesiastica armena, Stamperia e fonderia Fabris, Florenz 1842
- Osservazioni critiche storiche teologiche di Giuseppe Cappelletti prete veneziano sulla tragedia Arnaldo da Brescia di Gio. Bat. Niccolini, Tip. Emiliana, Venedig 1844
- Storia del cristianesimo dall'anno 1720 a tutto il 1846 in continuazione a quella dell'abate di Berault-Bercastel e nuovamente accresciuta della storia ecclesiastica armena con dissertazioni e note, Alcide Parenti, Florenz 1846
- La chiesa di San Felice in Venezia ove dopo cinquant'anni di sacerdozio monsignor Giuseppe Wiel notario apostolico e pievano celebra solennemente il divin sacrifizio il di 11 luglio 1847, Nell'I. R. priv. stabilimento nazionale di Giuseppe Antonelli, Venedig 1847
- Storia della Chiesa di Venezia dalla sua fondazione sino ai giorni nostri, scritta dal prete veneziano Giuseppe Cappelletti, 6 Bde., Tipografia Armena di S. Lazzaro, Venedig 1849–1855
  - Vol. I, Venezia 1849 (online)
  - Vol. II, Venezia 1851 (Google Books)
  - Vol. III, Venezia 1853 (Google Books)
  - Vol. VI, Venezia 1850 (online)

- Storia della Repubblica di Venezia dal suo principio sino al giorno d'oggi, 13 Bde., G. Antonelli, Venedig 1850–1855 (on-line)
- La rosa e l'usignuolo, Allegoria orientale pubblicata la prima volta per le ben augurate nozze dell'EE.LL. il signor conte Cesare Albicini colla contessa Elena Guarini di Forli celebrate il 15 settembre 1850. Traduzione dall'armeno di Giuseppe Cappelletti, Tipografia Casali, Forli 1850
- Sui vicarj generali e capitolari secondo la disciplina della santa Chiesa veneziana. Lettera del pr. Giuseppe Cappelletti al suo amico A. R. A, Tip. Gaspari, Venedig 1851
- La chiesa di San Marziale vesc. nell'occasione faustissima che il novello pievano don Giambattista Pisani ne prende solennemente possesso illustrata dal prete veneziano Giuseppe Cappelletti canonico onorario della cattedrale di Cingoli e dell'insigne collegiata di Sant'Esuperanzio della stessa città ed intitolata a lui meritissimo pastore in attestato di riverenza e di stima dalla famiglia Antonelli il dí XXIV del mese di febbraio 1851, Tip. Antonelli, Venedig 1851
- Discorso pel cinquantesimo anno di sacerdozio del reverendissimo P. Giambattista da Venezia già provinciale definitor generale ec. ec. ed attuale guardiano del convento del SS. Redentore nell'Isola della Giudecca letto dal prete veneziano Giuseppe Cappelletti il dì 5 ottobre 1851, Gaspari, Venedig 1851
- Constitutiones, sententiae arbitrariae pro Congregationibus reverendi cleri Venetiarum quinquies jam typis editae ann. scil. 1581, 1615, 1629, 1725, Typis P.P. Mechitaristarum, Venedig 1853
- L'apparizione di Maria santissima sul lido di Pelestrina, Venedig 1853 (Google Books)
- La Basilica di San Marco illustrata e descritta dal prete veneziano Giuseppe Cappelletti, Tipografia Armena di S. Lazzaro, Venedig 1854 (Google Books)
- Memorie storiche sul priorato abaziale di Santa Maria della Val Verde detta della Misericordia raccolte da Giuseppe Cappelletti, Giuseppe Antonelli, Venedig 1854
- Discorso nella solenne riapertura della Scuola Grande di S. Giovanni Evangelista per la pia unione delle arti edificatorie di mutuo soccorso il dì 27 dicembre 1857 recitato da Giuseppe Cappelletti, Tip. L. Gaspari, Venedig 1857
- La chiesa di S. Simeone profeta, vulgo il Grande, descritta ed illustrata dal prete Giuseppe Cappelletti, Tip. Melchiorre Fontana, Venedig 1860
- Sui sogni del reverendo don Alessandro Piegadi vicario di S. Fosca in Venezia. Articolo del prete Giuseppe Cappelletti, Stab. G. Civelli, Verona 1860
- Un'occhiata del prete Giuseppe Cappelletti agli schiarimenti di un anonimo sul breve 3 luglio 1860 di N.S. Pio papa IX a favore del Capitolo metropolitano patriarcale di Venezia, Stab. Civelli, Verona 1861
- Panegirico di San Simeone profeta dedicato dalla ven. Congregazione di S. Maria Mater Domini al suo reverendissimo arciprete monsignor Giambattista Giorda nell'occasione del suo ingresso a canonico residenziale della Basilica Patriacale Metropolitana del canonico mons. Giuseppe Cappelletti, G. Grimaldo, Venedig 1863
- Alla congregazione municipale della regia città di Venezia questo tributo ossequioso di archeologici saggi, Tip. Antonelli, Venedig 1864
- Sul sinodo provinciale veneto. Lettera del prete Giuseppe Cappelletti, Giuseppe Grimaldo, Venedig 1859
- Discorso funebre recitato dal canonico m.r Giuseppe Cappelletti veneziano in occasione delle solenni esequie celebrate nella chiesa parrocchiale de' s.ti Canziano e comp. mm. il dì 29 ottobre 1866 a suffragio dei defunti per l'indipendenza italiana, Premiato stabilimento nazionale di G. Grimaldo, Venedig 1866
- Breve corso di storia di Venezia condotta sino ai nostri giorni a facile istruzione popolare, per opera del pr. veneziano Giuseppe Cappelletti, Stab. tip. Grimaldo, Venedig 1872
- I Gesuiti e la Repubblica di Venezia. Documenti diplomatici relativi alla Società gesuitica raccolti per decreto del Senato 14 giugno 1606 e pubblicati per la prima volta dal cav. pr. Giuseppe Cappelletti; con annotazioni storiche nella ricorrenza del centenario della soppressione di essi per bolla papale del 21 luglio 1773, Tip. Grimaldo e C., Venedig 1873
- Relazione storica sulle magistrature venete. Opera originale del prete veneziano Giuseppe Cappelletti canonico di Cingoli e cavaliere del R. d'Italia, Tip. Grimaldo e C., Venedig 1873
- Storia di Padova, dalla sua origine sino al presente, narrata dal cavaliere pr. Giuseppe Cappelletti, 2 voll., F. Sacchetto, Padua 1874–1875
- Storia dell'isola di S. Lazzaro e della congregazione de' monaci armeni unita alla Storia delle magistrature venete, Prem. stab. tipo-litografico di M. Fontana, Venedig 1877
- La Caduta di Negroponte, in Repubblica di Venezia, Bd. 5: Stato da mar, 1400-1530, F. M. Ricci, Mailand 2003
- Le chiese d'Italia dalla loro origine sino ai nostri giorni, 21 Bde., Antonelli, Venedig 1844–1870
  - Vol. I - Chiese degli Stati pontificii. Chiesa di Roma colle sue suburbane. Roma. Ostia. Velletri. Tre Taverne. Norma. Porto. Selva Candida. Civitavecchia. Ceri. Sabina. Foronovo o Vescovio. Curi o Torri. Nomento o La Mentana. Fidene. Palestrina. Gabio. Subaugusta. Frascati. Labico. Albano. Anzo, Venedig 1844 (Digitalisat)
  - Vol. II - Stati pontifizii. Ravenna e le sue chiese suffraganee. Ravenna. Imola. Faenza. Forli. Rimini. Forlimpopoli. Bertinoro. Sarsina. Cesena. Cervia. Comacchio (Digitalisat)
  - Vol. III - Stati pontifizii. Benevento e sue suffraganee soppresse. Benevento. Limosano. Tocco. Morcone. Lesina. Urbino. Cagli. Pergola. Fossombrone. Montefeltro. Pesaro. Sinigaglia. Sant'Angelo in Vado ed Urbania. Bologna. Fermo. Potenza. Pausola. Truento. Falerone. Cupra. Macerata. Tolentino. Urbisaglia. Ripatrasone. Montalto. Sanseverino (Digitalisat)
  - Vol. IV - Stati pontifizii. Chiesa metropolitana di Ferrara. Ferrara. Voghenza. Camerino. Treja. Spoleto. Martana. Bevagna. Trevi. Foligno. Spello. Forflamme. Perugia. Terni. Narni. Otricoli. Città di Castello (Digitalisat)
  - Vol. V - Stati pontifizii. Chiese vescovili immediatamente soggette alla Santa Sede. Nocera. Rosella. Tadino. Norcia. Assisi. Bettona. Amelia.Todi. Carsula. Città della Pieve. Poggio Mirteto. Rieti. Gubbio. Orvieto. Bolseno. Acquapendente. Casto. Vulcia. Bagnorea. Bomarzo. Ferento. Montefiascone. Corneto. Tarquinia (Digitalisat)
  - Vol. VI - Stati pontifizii. Chiese vescovili immediatamente soggette alla Santa Sede. Civita Castellana. Orte. Gallese. Toscanella e Viterbo. Bieda. Martarano. Gravisca. Oriolo. Nepi. Sutri. Anagni. Trevi. Ferentino. Alatri. Veroli. Frosinone. Terracina. Sezze. Piperno. Segni. Tivoli. Pontecorvo (Digitalisat)
  - Vol. VII - Stati pontifizii. Chiese vescovili immediatamente soggette alla Santa Sede. Ancona. Umana. Recanati. Loreto. Jesi. Fano. Cingoli. Osimo. Matelica. Fabriano. Tufico. Ascoli (Digitalisat)
  - Vol. VIII - Chiese degli stati Austro-italiani. Aquileia. Gorizia. Gradisca. Lubiana. Trieste. Capodistria. Emonia o Cittanova. Pedena. Parenzo. Pola. Veglia. Arbe. Celeja. Udine (Digitalisat)
  - Vol. IX - Chiesa patriarcale metropolitana principale di Venezia e sue suffraganee. Grado. Venezia. Caorle. Torcello. Altino. Equilio o Jesolo (Digitalisat)
  - Vol. X - Stati Austro-italiani. Chiese suffraganee della provincia patriarcale di Venezia. Adria. Gavello. Belluno. Feltre. Ceneda. Oderzo. Chioggia. Malamocco. Concordia. Padova. Treviso. Asolo. Eraclea. Verona. Vicenza (Digitalisat)
  - Vol. XI - Stati Austro-italiani. Milano chiesa arcivescovile metropolitana e sue suffraganee. Milano. Como. Bergamo. Brescia (Digitalisat)
  - Vol. XII - Continuano le chiese suffraganee dell'archidiocesi di Milano. Mantova. Cremona. Crema. Lodi. Pavia (Digitalisat)
  - Vol. XIII - Chiese degli stati sardi. Cagliari. Doglia. Foro Traiano. Fasiana. Suello. Iglesias. Sulcis. Galtelly-Nuoro. Ogliastra. Sassari Torres Sorra. Ploaghe. Alghero. Ottana. Castro. Ampurias. Tempio. Civita. Bisarchio. Bosa. Oristano. Santa Giusta. Ales o Uselli. Terralba. Genova. Luni. Sarzana. Brugnato. Savona. Noli. Albenga. Ventimiglia. Bobbio. Tortona. Nizza (Digitalisat)
  - Vol. XIV - Torino. Asti. Acqui. Alba. Ivrea. Mondovi. Saluzzo. Fossano. Pinerolo. Susa. Cuneo. Vercelli. Novara. Alessandria. Casale. Vigevano. Biella (Digitalisat)
  - Vol. XV - Piacenza Borgo San Donnino. Parma. Chiese Estensi. Modena. Abbazia di Nonantola. Reggio. Carpi. Massa. Guastalla. Brescello. Chiese della Toscana. Lucca (Digitalisat)
  - Vol. XVI - Pisa. Pontremoli. Livorno. Corsica. Ajaccio. Aleria. Accia. Mariana. Nebbio. Sagona. Firenze (Digitalisat)
  - Vol. XVII - Fiesole. Pistoja e Prato. Borgo San Sepolcro. Colle. San Miniato. Modigliana. Siena. Chiusi. Pienza. Grosseto. Roselle. Massa Marittima già Populonia. Soana. Pitigliano. (Digitalisat)
  - Vol. XVIII - Arezzo. Volterra. Cortona. Montalcino. Montepulciano. Pescia. Abazie di Toscana. Eremi (Digitalisat)
  - Vol. XIX Chiese suffraganee della metropolitana di Benevento. Alife.Ariano. Ascoli. Cerignola. Ardona. Avellino. Frigento. Acqua Putrida. Eclana ossia Quintodecimo. Bojano. Bovino. Larino. Lucera o Nocera de' Pagani. Farentino. Tortiboli. Monte Corvino. Volturaria. Sant'Agata dei Goti. San Severo Dragonara. Telese. Termoli. Guardia Alferia. Napoli e le sue suffraganee. Cuma Acerra. Ischia. Nola. Pozzuoli. Sorrento e le sue suffraganee. Massa Lubrese. Vico Equense. Capri. Castellamare o Stabia (Digitalisat)
  - Vol. XX - Capua. Isernia. Venafro. Calvi. Teano. Sessa. Carinola. Caserta. Cajazzo. Salerno. acerno. Miseno. Agropoli. Velia. Pesto. Capaccio. Capaccio-Diano. Capaccio-Vallo. Policastro. Bussento. Marsico. Grumento. Nusco. Monte Marrano. Acerenza. Matera. Anglona. Potenza. Tricarico. Venosa. Lavello. Conza. Campagna. Satriano. Sant'Angelo dei Lombardi. Bisaccia. Monteverde. Lacedonia. Trevico. Muro. Siponto. Viesti. Amalfi. Scala. Ravello. Minori (Digitalisat)
  - Vol. XXI - Bari, Trani, Lanciano, Chieti, Brindisi, Taranto, Reggio Calabria, Santa Severina, Rossano, Cosenza, Otranto, Palermo, Messina, Monreale, Siracusa, Catania, Malta, Rodi (Digitalisat)